# Перфектно убийство
„Перфектно убийство“ (на английски: A Perfect Murder) е американски криминален трилър от 1998 г. на режисьора Андрю Дейвис, и участват Майкъл Дъглас, Гуинет Полтроу и Виго Мортенсен. Той е римейк на филма „Набери „М“ за убийство“ от 1954 г. на режисьора Алфред Хичкок, докато имената на героите са променени и много от сюжета са променени и е променен от първоначалния си вид. Базиран на едноименната пиеса на Фредерик Нот, сценарият е адаптация на Патрик Смит Кели.